# S/S Stockvik
S/S Stockvik är en isbrytande bogserbåt som byggdes i Frederikshavn i Danmark som Sct. Knud 1931. Hon har tjänstgjort som hamnbogserare i Odense och Fowey i Storbritannien och är nu hemmahörande i Stocka.
Sct. Knud levererades till Odense hamn  11 januari 1931 och arbetade där till  1959 då hon såldes till skrotföretaget H.E. Hansen. Hon döptes om till Othonia och såldes året efter till Fowey Harbour Commision där hon fick namnet St. Canute, en engelsk översättning av det ursprungliga namnet. År 1968 utrangerades hon till fördel för en dieseldriven bogserbåt och såldes till Exeter Maritime Museum, som lät måla om henne i de ursprungliga färgerna.

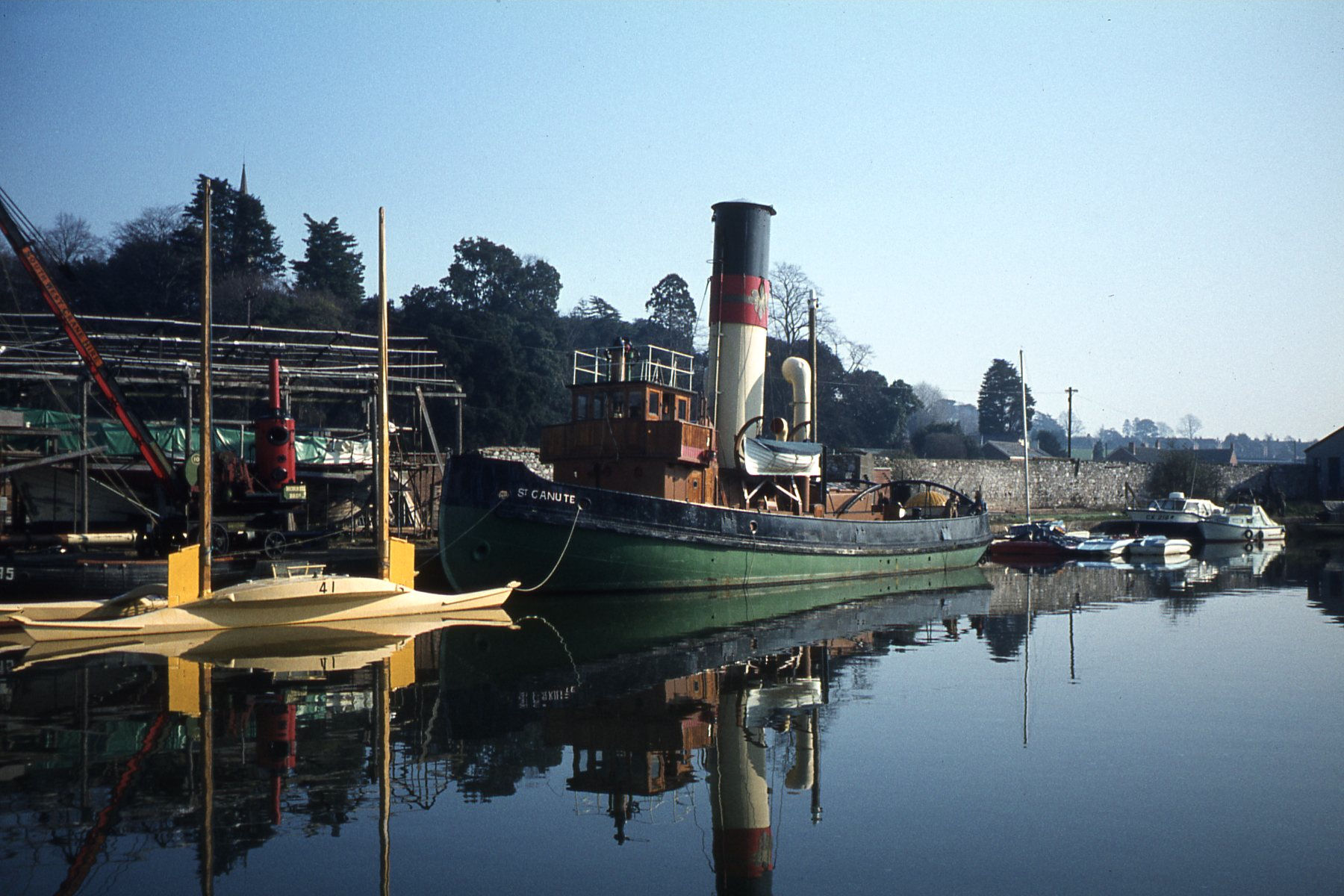
St. Canute, 1981.

När museet lades ned 1997 såldes St. Canute till en skrotfirma i Falmouth där hon hittades av den nuvarande ägaren. Han döpte om bogserbåten till S/S Stockvik, reparerade henne provisoriskt och seglade henne till Stocka, delvis för egen maskin, dit hon anlände den 31 juli 2000 efter flera stopp på vägen.
Efter 18 års renovering gick jungfruresan på svenskt vatten till Stockholm 2015.